# 木沙·买买提
木沙・买买提（1987年10月—），新疆喀什人，维吾尔族，无党派人士。中华人民共和国政治人物。

## 生平
2018年2月24日，当选为第十三届全国人大代表。